# Дэн Линьлинь
Дэн Линьли́нь (кит. упр. 邓琳琳, пиньинь Dèng Línlín, род. 21 апреля 1992, исходное имя — Дэн Линьфэн (邓琳凤)) — китайская гимнастка, член Олимпийской сборной КНР по спортивной гимнастике. Двукратная чемпионка Олимпийских игр и трёхкратный призёр чемпионата мира.

## Биография
Дэн Линьфэн родилась в 1992 году в уезде Лисинь округа Фуян провинции Аньхой. Её отец Дэн Цзецзи (邓杰古) сам был спортсменом, выступал по лёгкой атлетике на провинциальных чемпионатах, и хотел, чтобы его дети занялись спортом.
В 1998 году семья Дэн переехала в Фуян, и сын Дэн Цзецзи — Дэн Сяосяо (邓枭枭) стал заниматься гимнастикой. Под влиянием старшего брата Дэн Линьфэн также решила заняться гимнастикой, и в том же году поступила в Фуянскую спортшколу. В 2000 году она перешла в спортшколу провинции Аньхой, и в 2001 году попала в сборную провинции Аньхой. В 2003 году Дэн Линьфэн сменила имя на Дэн Линьлинь.
В декабре 2003 года Дэн Линьлинь вошла в состав национальной сборной.